# Бервије ан Мозел
Бервије ан Мозел (фр. Berviller-en-Moselle) насеље је и општина у североисточној Француској у региону Лорена, у департману Мозел која припада префектури Буле Мозел.
По подацима из 2011. године у општини је живело 496 становника, а густина насељености је износила 89,86 становника/km². Општина се простире на површини од 5,52 km². Налази се на средњој надморској висини од 210 метара (максималној 362 m, а минималној 207 m).

## Демографија
| 1962. | 1968. | 1975. | 1982. | 1990. | 1999. | 2011. |
| ----- | ----- | ----- | ----- | ----- | ----- | ----- |
| 361   | 370   | 387   | 454   | 479   | 447   | 496   |

График промене броја становника у току последњих година